# Tambores (Uruguai)
Tambores é uma localidade uruguaia  independente do departamento de Tacuarembó, na zona noroeste do departamento, e também parte do município de Tambores, no departamento de Paysandú. Está situada a 32 km da cidade de Tacuarembó, capital do departamento e 179 km da cidade de Paysandú, capital do departamento

## Toponímia
O nome da localidade provém do Cerro Tambores da Cuchilla de Haedo.

## População
Segundo o censo de 2011 a localidade contava com uma população de 1561 habitantes.
| Variação demográfica do município entre 1908 e 2011 |
|                                                     |

## História
No início o local era parcamente povoado. Em 1840 vieram os primeiros estancieiros, pessoas exiladas após o fim da República Rio-Grandense e do término da Guerra dos Farrapos. Em 1856 as terras estavam no nome do general farroupilha Antônio de Sousa Neto e sua mulher Maria Candelária, irmã de Carlos Félix Escayola Medina, considerado o pai de Carlos Gardel pela "corrente uruguaia". Maria Candelária loteou as terras, criando a "Aldeia de San Bento" (homenageando Bento Gonçalves) em 1880. Em 1887 constrói-se uma estação de trens e uma escola, assim surgindo o núcleo populacional

## Geografia
Tambores se situa próxima das seguintes localidades: ao noroeste, Arerunguá (departamento de Paysandú), a sul, Piedra Sola (departamento de Tacuarembó), a leste, La Pedrera, (departamento de Tacuarembó) e a sudeste Sauce de Batoví (departamento de Tacuarembó)..

## Autoridades
Parte da localidade é subordinada diretamente ao departamento de Tacuarembó, não sendo parte de nenhum município tacuaremboense.. A metade sanducera é subordinada ao município de Tambores.

## Esportes
A cidade de Tambores possui uma liga de futebol afiliada à OFI, a Liga Regional de Fútbol de Tambores (.. Na cidade se localiza o Estádio Municipal de Tambores

## Religião
A localidade possui uma paróquia "Imaculada Conceição", pertencente à Diocese de Salto

## Transporte
A localidade possui a seguinte rodovia:
- Acesso a Ruta 26.[15][16]